# EMMA (tijdschrift)
EMMA is een Duitstalig feministisch tijdschrift. Het werd in 1977 opgericht door een collectief rond journaliste Alice Schwarzer, die hoofdredactrice en directeur is. Het verschijnt tweemaandelijks. In 2022 bedroeg de oplage 38.050 exemplaren. De redactie is gevestigd in Keulen. De naam "Emma" verwijst naar "em(m)ancipatie".
Het tijdschrift nam in de loop der jaren meermaals uitgesproken en soms controversiële standpunten in rond vrouwenrechten en vrouwenquota, seksualiteit en transseksualiteit, prostitutie, pornografie, uniseks-tarieven en zelfs politiek getinte kwesties.